# Храбров, Михаил Сергеевич
Михаил Сергеевич Храбров (16 февраля 1924, деревня Старово-Подгороднее, Тверская губерния, СССР — 23 июля 2003, Санкт-Петербург, Россия) — советский и российский актёр театра и кино, заслуженный артист РСФСР (1961). Лауреат Государственной премии СССР (1984).

## Биография
Михаил Сергеевич Храбров родился 16 февраля 1924 года в семье рабочих. Подростком во время Великой Отечественной войны в эвакуации работал на военном заводе, изготавливал снаряды. Посещал хореографический кружок при Дворце Культуры. Поступил в машиностроительный техникум, из которого ушел после 2 курса, чтобы стать артистом. Работал в театрах Рыбинска, Костромы и Хабаровска.
В 1966 году переехал в Ленинград. Работал в Ленинградском театре Комедии, театре имени Ленсовета, театре имени Ленинского Комсомола, театре имени В. Ф. Комиссаржевской, государственном академическом театре имени А. С. Пушкина (1988-2003).
В 1984 году Михаилу Сергеевичу Храброву была присуждена Государственная премия СССР за исполнение роли Иоанна Васильевича Грозного в спектакле Ленинградского академического театра им. В. Ф. Комиссаржевской.
Умер 23 июля 2003 года. Похоронен на Волковском кладбище Санкт-Петербурга.

## Награды и звания
- Заслуженный артист РСФСР (1961)
- Государственная премия СССР (1984) — за исполнение роли Ивана Грозного в спектакле Ленинградского государственного академического драматического театра им. В. Ф. Комиссаржевской «Смерть Иоанна Грозного А. К. Толстого
- орден Трудового Красного Знамени (1971)
- медаль «За доблестный труд. В ознаменование 100-летия со дня рождения Владимира Ильича Ленина» (1970)

## Творчество

### Ленинградский драматический театр имени В. Ф. Комиссаржевской
- Спектакль «Три мушкетёра»
- Спектакль «Палата» С. Алёшина
- 1981 — «Смерть Иоанна Грозного» А. К. Толстого  — Иван Грозный

#### Ленинградский академический театр драмы имени А. С. Пушкина (с 1988 до конца жизни)
- 1988 — "Фельдмаршал Кутузов" — Интендант французской армии, Степан, крестьянин-партизан и Помещик
- 1988 — "Требую суда!.." — Дед Макар, поп-расстрига
- 1989 — "Мать Иисуса" — Старик
- 1989 — "Вожди" — Метехин
- 1989 — "Сказка про любовь" — Кощей Бессмертный
- 1990 — "Александр Невский" — Батый
- 1991 — «Не всё коту масленица» А. Н. Островского — Ермил Зотыч Ахов, богатый купец
- 1993 — "Картины московской жизни" А. Н. Островского — Неуедёнов Нил Борисович, брат Ничкиной, купец
- 1993 — «Отелло» У. Шекспира — Дож Венеции)
- 1996 — «Три сестры» А. П. Чехова — Ферапонт, сторож из земской управы
- 1997 — "Старые русские" — Михаил Иванович
- 1997 — «Гамлет» У. Шекспира— Полоний, гофмейстер двора
- 1999 — «Сказка о царе Салтане» А. С. Пушкина — Дьяк
- 1999 — «Борис Годунов» А. С. Пушкина — Мужик на амвоне + Массовые сцены
- 2000 — "Пара гнедых" — Чукотский, чиновник

## Роли в кино
- 1966 — «Война и мир (фильм, 1967)», Платон Каратаев
- 1970 — «На даче», Выходцев Павел Иванович
- 1971 — Даурия, подпольщик-революционер
- 1972 — Такая длинная, длинная дорога..., ветеран
- 1972 — Ижорский батальон, отец Коли
- 1979 — «Необыкновенное лето», Мерцалов
- 1990 — «Анекдоты», Брежнев
- 1991 — «Крепкий мужик», Прокудин
- 1992 — «Деревня Хлюпово выходит из союза», Сергей Ильич
- 1993 — «Вперед, за сокровищами гетмана», Брежнев
- 1994 — «Русская симфония», генерал
- 2003 — «Русские страшилки», член Политбюро[4].

## Телевизионные работы
- 1966 — «12 стульев», Альхен
- 1968 — «Воскресение в понедельник», психиатр
- 1969 — «Господа Головлевы», Порфирий
- 1970 — «А зори здесь тихие», от автора
- 1972 — «Ижорский батальон», Федор Иванович Матвеев
- 1985 — «Сказочное путешествие мистера Бильбо Беггинса Хоббита», Бофур
- 1989 — «Двойник», Андрей Филиппович
- 1995 — «Полубог», Александр Петрович Самойленко